# Kateder
Et kateder er et bord med stol ofte på en mindre forhøjning, som en skolelærer kan sidde eller stå ved mens der undervises, som regel placeret foran en tavle, således at læren har udsyn over klasseværelset.
Katederet kan bogstaveligt opfattes som en lærestol. Når paven udtaler sig ex cathedra, fra lærestolen, er han således ufejlbarlig efter den katolske kirkes retningslinjer.
| Skole | Spire Denne artikel om en skole, en uddannelsesinstitution eller uddannelse er en spire som bør udbygges. Du er velkommen til at hjælpe Wikipedia ved at udvide den. |